# Lorenzo Gilli
Lorenzo Gilli – piłkarz argentyński, obrońca.
Gilli w 1932 roku jako gracz klubu Ferro Carril Oeste zdobył swą jedyną bramkę w lidze argentyńskiej – 31 lipca strzelił gola z rzutu karnego zespołowi Gimnasia y Esgrima La Plata. Mecz zakończył się remisem 4:4, a w całym sezonie Ferro Carrill Oeste uplasował się na 11. miejscu.
W 1934 roku Gilli przeszedł do klubu San Lorenzo de Almagro. Jako piłkarz klubu San Lorenzo był w kadrze reprezentacji podczas turnieju Copa América 1935, gdzie Argentyna została wicemistrzem Ameryki Południowej. Gilli nie zagrał w żadnym meczu.
W 1936 roku Gilli razem z klubem San Lorenzo wygrał turniej Copa de Honor oraz zdobył wicemistrzostwo Argentyny.
Razem z Argentyną, po zwycięstwie nad Urugwajem 5:1, wygrał turniej Copa Lipton 1937.
Jako piłkarz klubu San Lorenzo był w kadrze reprezentacji podczas turnieju Copa América 1941, gdzie Argentyna zdobyła mistrzostwo Ameryki Południowej. Gilli nie zagrał jednak w żadnym meczu.
Gilli łącznie w lidze argentyńskiej rozegrał 274 mecze i zdobył 1 bramkę - 84 mecze w Ferro Carril Oeste i 190 meczów w San Lorenzo.